# María del Puy
María del Puy Alonso González, coneguda artísticament com a María del Puy (Pamplona, 1941 - Madrid, 25 de novembre de 2015), va ser una actriu espanyola.

## Biografia
Titulada en piano pel Real Conservatori Superior de Música de Madrid, va seguir també estudis de declamació en la Reial Escola Superior d'Art Dramàtic i a l'Escola Superior de Cinema.

## Cinema
Amb algunes incursions al cinema, la seva carrera es va desenvolupar sobretot en teatre i televisió. En la pantalla gran va treballar a les ordres d'Edgar Neville a Mi calle (1960), de Luis César Amadori a Mi último tango (1960) o de Fernando Fernán Gómez a Yo la vi primero (1974).

## Teatre
Sobre els escenaris, va interpretar desenes de personatges, entre els quals poden destacar-se: Pato a la naranja (1972), de William Douglas-Home, Caiman (1981), d'Antonio Buero Vallejo, amb Fernando Delgado, Un hombre en la puerta (1984), amb Manuel Gallardo, Un enemigo del pueblo (1985), de Henrik Ibsen, La puerta del ángel (1986), de José López Rubio, amb direcció de Cayetano Luca de Tena i al costat de Carmen Rossi, Los tres etcéteras de Don Simón (1997) de José María Pemán, al costat de Juanjo Menéndez o La calumnia (2004), en versió de Fernando Méndez-Leite Serrano, amb Fiorella Faltoyano i Cristina Figueras.

## Doblatge
Des de 1956 va prestar la seva veu, com a actriu de doblatge, a algunes de les més destacades estels del cinema internacional, per citar algunes Shirley MacLaine, Liza Minelli, Geraldine Chaplin, Ingrid Bergman, Jane Fonda, Katharine Hepburn o Jaclyn Smith en la primera temporada de Los ángeles de Charlie.

## Ràdio
Va treballar en la ràdio, com a actriu de veu i com a guionista: a Radio Intercontinental (1957-1958), Ràdio Nacional d'Espanya i Radio Madrid.

## Televisió
Finalment, va desenvolupar una prolífica carrera en televisió, especialment en les dècades dels seixanta i setanta, durant l'apogeu del teatre televisat. S'expliquen per desenes els seus papers en espais clàssics com Estudio 1 o Novela. La seva labor en la pantalla petita li va fer mereixedora del Premi Ondas en 1963.

### Trajectòria en TV
| - El Comisario - El infierno de Dante (14 de gener de 2005) - A Electra le sienta bien el luto (1986) - Comedia dramática española, La - El vuelo de la cometa (21 d'agost de 1986) - La Puerta del Ángel (2 d'octubre de 1986) - Teatro breve - Margot y el diablo (8 de gener de 1981) - Mujeres insólitas - El ángel atosigador (1 de febrer de 1977) - Teatro, El - Yo estuve aquí otra vez (7 d'octubre de 1974) - Ficcions - Katrina (6 de gener de 1972) - Cuatro entrevistas (9 de febrer de 1974) - Estudio 1 - Bobosse (24 d'agost de 1966) - Son las doce, Doctor Schweitzer (19 de desembre de 1967) - La desconcertante señora Savage (19 de març de 1968) - El chico de los Winslow (29 de gener de 1970) - Edén Término (26 de novembre de 1971) - El pensamiento (10 de desembre de 1971) - La viuda valenciana (28 d'abril de 1975) - Hedda Gabler (10 de novembre de 1975) - Anna Christie (15 de març de 1976) - Celos del aire (25 d'abril de 1979) - Jano (16 de desembre de 1979) Jessica - Salsa picante (18 de maig de 1980) - Cuatro historias de alquiler (3 de gener de 1983) - Todo en el jardín (31 de juliol de 1984) - La mosca en la oreja (14 d'agost de 1984) - Pàgines soltes - El último encuentro (24 de novembre de 1970) | - Personatges a trasllum - Macbeth (8 de setembre de 1970) - Hora once - El crimen de Lord Saville (13 de febrer de 1970) - Diana en negro - La esposa del jugador (9 de gener de 1970) - Teatro de siempre - Andrómaca (13 de febrer de 1969) - La tejedora de sueños (30 de març de 1970) - Encuentros, Los - De lo soñado a lo vivo (30 de juliol de 1966) - Historias de mi barrio - El psiquiatre (26 de febrer de 1964) - La Noche al hablar - En la boca del león (10 de gener de 1964) - Primera fila - Me casé con un ángel (12 de juliol de 1963) - La Navidad en la plaza (24 de desembre de 1963) - Casa con dos puertas es mala de cerrar (18 de març de 1964) - Procés de Jesús (25 de març de 1964) - La reina muerta (27 de maig de 1964) - Una muchachita de Valladolid (12 de maig de 1965) - Novel·la - El amor lleva gafas de sol (9 de juny de 1963) - La llama y la ceniza (28 de març de 1966) - Fue en Molokai (1 d'abril de 1968) - Biografía de Doña Jimena (9 de febrer de 1969) - Amor de sombras (8 de juliol de 1974) - Las cerezas del cementerio (11 d'abril de 1977) - El crimen de Lord Arthur Saville (8 de maig de 1978) - Cuarto de estar (1963) - Gran Parada (1961) |